# Hankyu Nishinomiya Stadium
L'Hankyu Nishinomiya Stadium (in giapponese 阪急西宮スタジアム) fu uno stadio polifunzionale situato a Nishinomiya, in Giappone. Venne utilizzato come impianto casalingo dalla locale squadra di baseball degli Hankyu Braves (dal 1989 noti come Orix Braves) sino al 1990, anno in cui il club disputò qui il suo ultimo campionato per poi trasferirsi al Kobe Sports Park Baseball Stadium a partire dall'anno seguente.
La struttura fu chiusa ufficialmente il 31 dicembre 2002 e demolita tra il 2004 e il 2005. Al suo posto dello stadio sorse il centro commerciale "Hankyu Nishinomiya Gardens (阪急西宮ガーデンズ?)", aperto nel novembre del 2008.
Nello stadio si esibirono, tra gli altri, anche Michael Jackson nel 1987 con il Bad World Tour e Madonna nel 1990 con il suo Blond Ambition Tour.